# O-Town (álbum)
O-Town é o álbum de estreia da boy band americana O-Town, lançado nos Estados Unidos em 23 de janeiro de 2001.

## Sobre o álbum
O álbum foi lançado pela primeira vez em 23 de janeiro de 2001, nos Estados Unidos. Nessa época, o álbum também foi lançado no Japão, com dois remixes bônus exclusivamente para o mercado.
Em março de 2001, a banda foi convidada ao estúdio para gravar uma música para a trilha sonora de Dr. Dolittle 2. A faixa, "We Fit Together", fez parte da trilha sonora, lançada em junho de 2001.
Após o lançamento de "All or Nothing", o álbum foi lançado na Europa e no Reino Unido em 6 de agosto de 2001, completo com "We Fit Together" como faixa bônus, elevando o número de faixas para treze. Como "We Fit Together" não foi incluído na versão americana original do álbum, os fãs americanos foram presenteados com uma Special Fan Edition (edição especial para fãs) do álbum em 28 de maio de 2002. Isso também incluiu uma seção exclusiva de CD-ROM. A edição de fãs também foi disponibilizada na Alemanha.
As canções "All for Love" e "Baby I Would" apareceram bastante na 1ª temporada do reality show Making the Band.

## Versõescover
Quase três anos depois do término de O-Town, a boy band japonesa w-inds. gravou "All or Nothing", chamando-o de "風詩-KAZAUTA-". "風詩-KAZAUTA-" foi lançado em 24 de maio de 2006, como b-side do single "Trial". Enquanto a melodia foi mantida, as letras foram totalmente reformuladas por Takamitsu Shimazaki, e são predominantemente em japonês com um coro menos repetitivo.
Em 2006, o grupo irlandês Westlife também gravou "All or Nothing" em seu oitavo álbum de estúdio The Love Album. A banda americana de punk Fake ID também gravou a canção para a coletânea Punk Goes Pop (2002).

## Singles
O álbum foi lançado após o sucesso do hit top 10 do grupo, "Liquid Dreams". O álbum alcançou a posição # 5 e gerou os singles seguintes "All or Nothing", "We Fit Together" e "Love Should Be A Crime". "All or Nothing" alcançou a posição #3 na parada Adult Contemporary. "We Fit Together" ficou em 4º lugar na Billboard Bubbling Under Hot 100 Singles Chart. "Love Should Be a Crime" não foi apresentado em nenhuma parada da Billboard, embora tenha chegado ao top 40 no Reino Unido, tornando-se o single com a posição mais baixa do álbum.

## Desempenho comercial
Nos Estados Unidos, o álbum estreou em quinto lugar na Billboard 200, vendendo mais de 150.000 cópias na primeira semana. Apenas um mês após o lançamento, o álbum foi disco de platina pela RIAA. Ele eventualmente atingiu 1.700.000 cópias e mais de 3 milhões em todo o mundo, tornando-se o álbum de maior sucesso do grupo.
O álbum foi um sucesso comercial em toda a Europa e América do Norte, estreando no top 10 do Canadá, Islândia e Reino Unido.

## Faixas
| Edição standard |                          |                                                                    |         |  |
| N.º             | Título                   | Compositor(es)                                                     | Duração |  |
| 1.              | "Liquid Dreams"          | Joshua Thompson, Bradley Spalter, Michael Norfleet, Quincy Patrick | 3:30    |  |
| 2.              | "Every Six Seconds"      | Steve Kipner, David Kopatz, Jack Kugell                            | 3:13    |  |
| 3.              | "Girl"                   | Harold Lilly, Warryn Campbell, John "Jubu" Smith                   | 3:36    |  |
| 4.              | "Sexiest Woman Alive"    | Bradley Spalter, Joshua P. Thompson, Michael Norfleet, Q. Patrick  | 3:40    |  |
| 5.              | "Love Should Be a Crime" | D. Childs, G. Sutton, Jesse Dupree                                 | 3:18    |  |
| 6.              | "Shy Girl"               | Dane DeViller, Sean Hosein, Steve Kipner                           | 4:10    |  |
| 7.              | "All or Nothing"         | Steve Mac, Wayne Hector                                            | 4:41    |  |
| 8.              | "Sensitive"              | S. Kipner, David Frank, Herbie Chrichlow                           | 3:23    |  |
| 9.              | "The Painter"            | D. DeViller, S. Hosein                                             | 3:55    |  |
| 10.             | "Take Me Under"          | Jacob Underwood, Dakari, T. Harrison                               | 4:08    |  |
| 11.             | "All for Love"           | Dakari                                                             | 3:29    |  |
| 12.             | "Baby I Would"           | Diane Warren                                                       | 3:53    |  |
| Duração total:  | Duração total:           | Duração total:                                                     | 42:59   |  |

| Edição standard norte-americana e faixa bônus europeia |                   |                                  |         |  |
| N.º                                                    | Título            | Compositor(es)                   | Duração |  |
| 13.                                                    | "We Fit Together" | Mich Hansen, Joe Belmaati, Remee | 3:56    |  |

| Faixas bônus japonesas |                                        |         |  |
| N.º                    | Título                                 | Duração |  |
| 13.                    | "Liquid Dreams (HQ2 radio mix)"        |         |  |
| 14.                    | "Liquid Dreams (Mike Rizzo radio mix)" |         |  |

| Faixas bônus de 'Special Fan Edition' |                                        |         |  |
| N.º                                   | Título                                 | Duração |  |
| 13.                                   | "We Fit Together"                      | 3:56    |  |
| 14.                                   | "Love Should Be A Crime (music video)" |         |  |
| 15.                                   | "Girl (Live in California) (video)"    |         |  |
| 16.                                   | "Band Video Greetings (video)"         |         |  |

## Paradas e certificações
| Parada (2001–02)                      | Posição mais alta |
| ------------------------------------- | ----------------- |
| Austrália (ARIA)                      | 22                |
| Canadá (Billboard)                    | 2                 |
| Países Baixos (Dutch Charts)          | 37                |
| European Albums (Billboard)           | 32                |
| Alemanha (Offizielle Deutsche Charts) | 14                |
| Icelandic Albums (Tonlist)            | 7                 |
| Irlanda (IRMA)                        | 34                |
| Escócia (Official Scottish Albums)    | 10                |
| Suíça (Schweizer Hitparade)           | 50                |
| Reino Unido (Official Albums Chart)   | 7                 |
| Estados Unidos (Billboard 200)        | 5                 |

| Parada (2001)                       | Posição |
| ----------------------------------- | ------- |
| Canadian Albums (Nielsen SoundScan) | 35      |
| US Billboard 200                    | 66      |